# История (списание)
 Тази статия е за списанието на Македонския научен институт.  За науката вижте История.  
„История“ (на македонска литературна норма: Историја) е годишно списание от Република Северна Македония, издавано от Сдружението на историци от Република Македония от 1965 година.
Първият редакторски колектив на списанието е в състав д-р Христо Андонов – Полянски, главен и отговорен редактор, с членове Иван Катарджиев, Воислав Кушевски, Тръпко Панговски и Славка Фиданова.